# Stazione di Santa Maria di Licodia Centro
La stazione di Santa Maria di Licodia Centro è una stazione ferroviaria sotterranea posta sulla ferrovia Circumetnea, essa serve i quartieri centrali del paese di Santa Maria di Licodia.

## Storia
Nell'ambito del progetto di ammodernamento della tratta ferroviaria Paternò-Adrano, nel 2009 furono avviati i lavori di costruzione delle nuove stazioni di Santa Maria di Licodia Sud, Santa Maria di Licodia Centro (che a sua volta sostituì la stazione in superficie), Adrano Cappellone (che a sua volta sostituì la stazione in superficie), Adrano Centro (che a sua volta sostitui la stazione in superficie), Adrano Naviccia e Adrano Nord.
La stazione di Santa Maria di Licodia Centro è di costruzione ex novo, e fu inaugurata l'11 Settembre 2010, in concomitanza con l'apertura della nuova variante, dalla lunghezza complessiva di 4.3 km; e per l'occasione, l'automotrice ADe 18 (appartenente alla serie delle ADe 11-20), la quale era stata da poco revampizzata (e in occasione di questo, fu denominata "La Prima"), effettuò una corsa speciale.
Santa Maria di Licodia Centro venne costruita in corrispondenza della vecchia stazione in superficie, di conseguenza, quest'ultima fu inglobata da quella nuova, e per l'occasione, il fabbricato viaggiatori fu riverniciato con il tradizionale colore giallo (ma non fu riportata la scritta della stazione), nel marciapiede furono installate delle nuove mattonelle, furono installate delle panchine per i passeggeri che preferiscono attendere il treno all'aria aperta, furono installate le scale per accedere alla nuova stazione interrata, e nel piazzale della vecchia stazione, fu asportato l'armamento ferroviario.
Questa stazione venne costruita con la predisposizione ad uso metropolitano, poiché nell'ambito dell'ampliamento delle rete ferroviaria della metropolitana di Catania è previsto che quest'ultima arrivi sino alla stazione di Adrano Nord, passando attraverso le stazioni interrate di nuova costruzione, fra cui questa.

## Strutture e impianti
Le scale d'accesso di questa nuova fermata, sono poste presso il piazzale d'accesso della vecchia stazione.
A differenza della vecchia stazione in superficie, questa nuova stazione dispone di un solo binario. Quella ad avere due binari è la stazione di Santa Maria di Licodia Sud, di costruzione ex novo.
Questa fermata è dotata di ascensori, scale mobili e biglietteria automatica.

## Servizi
La stazione è dotata di:
- Scale mobili;
- Ascensore (non attivo);
- Servizio di video sorveglianza;
- Biglietteria automatica.

## Movimento
La stazione di Santa Maria di Licodia Centro è servita da treni in servizio fra Catania e Riposto.